# ماغي غرينوالد
ماغي غرينوالد (بالإنجليزية: Maggie Greenwald)‏ هي كاتبة سيناريو ومخرجة أمريكية، ولدت في 23 يونيو 1955 في مانهاتن في الولايات المتحدة.

## وصلات خارجية
- الموقع الرسمي
- ماغي غرينوالد على موقع IMDb (الإنجليزية)
- ماغي غرينوالد على موقع روتن توميتوز (الإنجليزية)
- ماغي غرينوالد على موقع ألو سيني (الفرنسية)
- ماغي غرينوالد على موقع أول موفي (الإنجليزية)
- ماغي غرينوالد على موقع قاعدة بيانات الأفلام السويدية (السويدية)
- ماغي غرينوالد على موقع إن إن دي بي (الإنجليزية)
- ماغي غرينوالد على موقع قاعدة بيانات الفيلم (الإنجليزية)
- ماغي غرينوالد على موقع كينوبويسك (الروسية)